# 武内昌美
武内 昌美（たけうち まさみ、10月8日 - ）は日本の漫画家、小説家。埼玉県出身。

## 来歴
小学館『フラワービッグポケッツ』1985年8月号の「涙の向こうにONLY YOU」でデビュー。
その後は『少女コミック（後のSho-Comi）』『Cheese!』『プチコミック』など、小学館の少女漫画雑誌で長く執筆していたが、2010年代以降は小説家としての活動がメインとなっている。

## 作品リスト

### 漫画
少コミフラワーコミックス
- わたしのONE BOY（全2巻）
- ムーンドロップにおやすみ（全2巻）
- 武内昌美傑作集（全5巻）
  - （1）Do!ガール
  - （2）スウィートドリームス（原案：松任谷由実）
  - （3）GENZOへようこそ!
  - （4）雪のメモリアル
  - （5）夢見るおんなのこバンド
- あこがれたい夢（全6巻）
- 花も嵐も応援団!（全5巻）
- ドリーマー!!（全5巻）
- 右手にBoy、左手にGirl（全2巻）
- チェリーにくちづけ（全4巻）
- おしゃべりなアマデウス（全12巻）
- True Romance（全6巻）
- St.バレンタインのボディーガード
- パウダースノーのボディガード
- ＋1（プラスワン）（全5巻）
- オオカミ男に気をつけて!（全3巻）
- キスはないしょに（全2巻）
- 秘密のSummer kiss

Cheese!フラワーコミックス
- ダイアモンドガール（全3巻）
- うさぎのこころ

プチコミックフラワーコミックス
- ありきたりな恋
- ラヴァーズ コンチェルト（全2巻）

PETIT COMIC LOVE SELECTION
- 禁じられた愛の果実
- 恋の嵐
- 蜜のDestiny
- あなただけ愛してる

ジュディーコミックス
- いっしょに暮らそう！
- パラダイスに行きませんか？（全2巻）
- ムーンハウスへようこそ（全2巻）
- 天使のウインク（全2巻）
- わたしは泣かない
- ヲトメの祈り

### 小説
レモン文庫
- そして、あなたのとなり
- 瞳にほほえむから
- あの夏に会えたら
- 愛の夢
- 放課後はシンデレラ
- 星降る夜に
- 恋人のように抱きしめて
- ホワイト・フェアリーの午後

パレット文庫
- 秋風につたえて
- プリンセスはごきげんななめ
- 愛してるなんて言わせない!
- 500年目の恋人
- 恋人達の眠れない夜
- ウルトラCボーイズシリーズ（全6巻）
- いっぱいKISSしよう　唯＆トキオシリーズ
- クリムゾン・エンジェルシリーズ（全3巻）
- ガーディアン＝ブラックス
- パラダイス＝シャドウ
- ダーク＝フォレスト
- グリーン＝サンクチュアリ
- 亡き王子のためのパヴァーヌ
- 天使のトリル
- ダーク・ファントム

コバルト文庫ピンキー
- ラブ・スウィート・ミステリー　春色のラビリンス
- ルナティック＝すくらんぶる!!
- ルナティック＝すきゃんだる!!
- 冬の魔法使い

ちゃおノベルズ
- いじめシリーズ - 五十嵐かおるの漫画のノベライズ。
- ココロ♥あみ→ご 初めての両想い
- せつない、恋しい、ダイスキ。
- ３姉妹ものがたり～世界で一番大切なキミへ～

小学館ジュニア文庫
- いじめシリーズ - 五十嵐かおるの漫画のノベライズ。

小学館文庫
- 泣き終わったらごはんにしよう

### 漫画原作
- ハルと魔法のカギ（作画：白雪バンビ、全2巻）
- 幸せなお弁当（作画：寺下よこ）